# Lacurbs nigrimana
Lacurbs nigrimana is een hooiwagen uit de familie Biantidae.